# Eilema obliquistria
Eilema obliquistria är en fjärilsart som beskrevs av George Francis Hampson 1894. Eilema obliquistria ingår i släktet Eilema och familjen björnspinnare. Inga underarter finns listade i Catalogue of Life.